# Parque de Foix
O Parque de Foix faz parte da Rede de Espaços Naturais protegidos, promovidos e geridos pela Deputação de Barcelona.
O Parque está sendo gerido pelo Consórcio do Parque de Foix, integrado pela Deputação de Barcelona e os Ajuntamentos de Castellet i la Gornal e Santa Margarida i els Monjos. O Plano Especial do Embalse del Foix, aprovado em 28 de julho de 1993, é a figura urbanística que garante a preservação dos valores naturais e culturais do parque e permite regular seus usos, ordenar o território de acordo com critérios paisagísticos e ecológicos, e definir o sistema de equipamentos necessários.

## Situação
O Parque de Foix está situado no Alt Penedès, quase em pleno centro das comarcas de Garraf, em Alt Penedès e em Baix Penedès, ou seja, no centro geométrico e por tanto equidistante do triângulo formado por Vilanova i la Geltrú, em Vendrell e Vilafranca del Penedès, capitais das três comarcas. Comprende uma superfície aproximada de 2.900 ha.
O parque está situado na continuação do maciço de Garraf e a posição do embalse vem determinada pela bacia de Foix, já que está situado no último etapa da mencionada bacia.

## Orografia
O pântano de Foix, que recorta as águas do rio do mesmo nome, encontra-se no setor mais meridional da depressão de Penedès, uma planície alargada de orientação NE-SO, situada entre a Cordilheira Pré-litoral e Litoral catalã, que pelo sul acaba abrindo-se ao mar. Geologicamente, este vale está repleto de materiais sedimentários miocênicos, com grosores de até 500 metros.
As margens montanhosas estão constituídas por formações rochosas que recordam sua proximidade ao maciço de Garraf. O protagonismo geológico destas elevações corresponde à rocha calcária, que gera uma paisagem peculiar, o carst, caracterizado pela presença de covas.

## Vegetação

### Carvalhos e pinheiros
O Parque de Foix apresenta ambientes ecológicos bem diferenciados. O carvalho cresce, de forma muito localizada e de forma misturada com pinheiros, nas zonas mais sombrias e úmidas, sendo que os pinheiros de pinho carrasco dominam nos lugares mais secos e assolarados. Nestes ambientes podemos encontrar o palmito e outros arbustos como o mástique, o carrasca, o morangueiro, o espinheiro, o buxo, o urze, a jara ou o rusco, e plantas aromáticas como o alecrim ou o tomilho.

### Os ambientes do rio
Os ambientes ecológicos associados ao curso do rio, aos ribeiros, afluentes e, sobre tudo, ao embalse, têm um interesse muito destacado no contexto de um território seco e deficitário em precipitações.
Nas margens do rio Foix e de alguns ribeiros, como o de Marmellar e o de Llitrà, também em determinados setores do pântano, encontramos exemplos de vegetação de ribeiro, constituída por espécies como os fresnos, alisos, álamos, olmos, chopos o sauces, acompanhados de um sotobosque integrado pelo espinho albar, o emborrachacabras, a zarza, a hidra e a lechetrezna.
O mirtal é uma formação vegetal de grande valor, associada aos ribeiros dos arredores do pântano de Foix. Ali crescem espécies como o mirto, o palmito, o lentisco, o zarzaparrilla e o càrritx (Ampelodesmos mauritanica).

### Os cultivos
Os cultivos, em planície ou em terraça, constituem outro dos ambientes ecológicos característicos do Parque de Foix. Estes ambientes de interregno entre o meio natural e o meio humano cumprem um papel primordial de refúgio e de fonte de alimentos para muitas espécies animais. Destaca, tradicionalmente, o cultivo da vida e, de forma mais minoritária, o das árvores frutíferas, como o almendro e o olivo, e a horta.

## Fauna
A grande variedade de ambientes do Parque de Foix acolhe uma grande variedade de fauna. No pântano encontramos espécimes como a anguila, a carpa e o carpín, e répteis como o galápago comum, a cobra viperina e a cobra de colar. Por outra parte, as aves saõ o grupo melhor representado de todo o parque, com espécies como o cormorão, o pato real, o pato cuchara, a marreco, a ficha, a polla de água, a garça real, entre outros muitos. Outros ambientes úmidos, como as balsas, são refúgio de anfíbios como a salamadra, a ranita de São Antônio, a rã verde e o sapo comum.
Nas zonas de bosque vivem mamíferos como o texugo, a jineta, a raposa, o javali e aves como o cernícalo, o arrendajo, o herrerillo e a paloma torcaz, sendo que no roquedal podemos encontrar alguns répteis como o lagarto comum, a cobra de escalera e a cobra bastarda, e algumas aves de rapina como a águia perdicera. As covas acolhem diversos animais cavernícolas, como algumas espécies de morcegos, e nos ambientes humanizados abundam a salamandra e a coruja.

## Patrimônio cultural
O Foix desempenhou um papel de destaque como encruzilhada de civilizações. Em tempos ibero-romanos, era atravessado pela via que ligava Tarraco a Barcino, e, na Idade Média, tornou-se uma zona fronteiriça entre cristãos e mouros. Desta época datam os castelos de Penyafort e de Castellet, que tiveram grande importância estratégica.
Mais recentemente, numerosas masías testemunham uma época em que a trilogia mediterrânica - azeite, trigo e vinha - dominava a agricultura da região. Por outro lado, as cañadas, ou antigos caminhos de transumância, evidenciam a relevância que a pecuária teve na economia local.

## Atividades e programas

### Programa ‘Viva o parque’
"Viva o parque" é um programa co-organizado pela Área de Espaços Naturais da Deputação de Barcelona com a colaboração dos ajuntamentos de âmbito de cada parque.
O programa oferece uma série de atividades plásticas, cênicas, musicais, literárias, folclóricas e de difusão do patrimônio natural e cultural que se levam a cabo, durante um determinado período do ano, tanto no interior dos parques como nos municípios que têm seu término municipal dentro dos limites do espaço protegido.
O programa inclui em cada edição um apartado específico, dirigido aos estudantes dos municípios do parque.
O programa "Viva o parque" do Parque de Foix tem lugar durante os meses de setembro e dezembro.

### Programa ‘O parque na mesa’
"O parque na mesa" é um programa cultural-gastronômico promovido pela Deputação de Barcelona que promove os produtos naturais elaborados e produzidos por restaurantes, bodegas e produtores artesanais dos povos dentro do âmbito dos parques em que se desarrolla.
Esta proposta destaca, mediante a gastronomia, a viticultura e a elaboração artesanal de produtos, os valores naturais, culturais e paisagísticos dos parques que formam parte da Rede de Espaços Naturais.
Os pratos recomendados pelos restaurantes, as bodegas que elaboram vinhos com denominação de origem e os artesãos que elaboram diversos produtos fazem referência aos espaços naturais protegidos e a suas cidades e vilas e abastecem-se de produtos, naturais ou de elaboração artesanal, destas regiões.
"O parque na mesa" desenrola-se nos Parques de Garraf, Olèrdola e Foix, o Parque Natural de Sant Llorenç de Munt i l'Obac e o Parque de la Serralada Litoral.